# Эстиво
Эстиво́ (фр. Estivaux, окс. Estivau) — коммуна во Франции, находится в регионе Лимузен. Департамент — Коррез. Входит в состав кантона Вижуа. Округ коммуны — Брив-ла-Гайярд.
Код INSEE коммуны — 19078.
Коммуна расположена приблизительно в 400 км к югу от Парижа, в 65 км южнее Лиможа, в 23 км к западу от Тюля.

## Население
Население коммуны на 2008 год составляло 373 человека.
| 1962 | 1968 | 1975 | 1982 | 1990 | 1999 | 2008 |
| ---- | ---- | ---- | ---- | ---- | ---- | ---- |
| 378  | 443  | 378  | 371  | 340  | 372  | 373  |

## Администрация
| Период | Период | Фамилия        | Партия                              | Примечания |
| ------ | ------ | -------------- | ----------------------------------- | ---------- |
| 1977   | 2008   | Жак Шастане    | Французская коммунистическая партия |            |
| 2008   |        | Ален Буассерье | Союз за народное движение           |            |

## Экономика

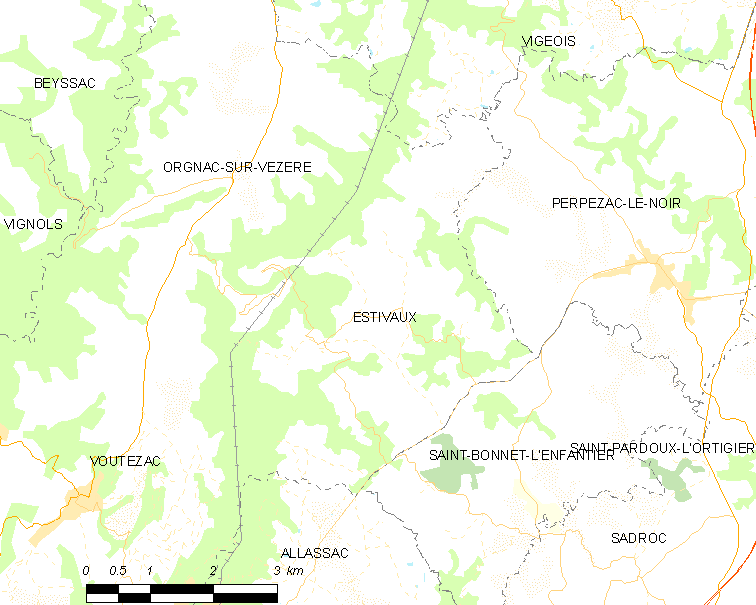
Карта коммуны

В 2007 году среди 209 человек в трудоспособном возрасте (15-64 лет) 155 были экономически активными, 54 — неактивными (показатель активности — 74,2 %, в 1999 году было 71,1 %). Из 155 активных работали 144 человека (83 мужчины и 61 женщина), безработных было 11 (5 мужчин и 6 женщин). Среди 54 неактивных 11 человек были учениками или студентами, 28 — пенсионерами, 15 были неактивными по другим причинам.